# Alejandro Manchot
Alejandro Sebastián Manchot (n. Puerto Madryn, Argentina; 12 de abril de 1988) es un futbolista argentino. Juega de defensa y su equipo actual es Albion Football Club de la Segunda División Profesional de Uruguay.  

## Biografía
Nacido en Puerto Madryn llegó a la institución comodorense a los 14 años de edad pasando por todas las categorías.

## Clubes
Actualizado el 18 de octubre de 2023.
| Club                           | País      | Año           | PJ  |
| ------------------------------ | --------- | ------------- | --- |
| C. A. I. de Comodoro Rivadavia | Argentina | 2006-2011     | 100 |
| Deportivo Merlo                | Argentina | 2011-2012     | 42  |
| Boca Unidos de Corrientes      | Argentina | 2012-2014     | 38  |
| Estudiantes de San Luis        | Argentina | 2014-2015     | 43  |
| Brown de Puerto Madryn         | Argentina | 2016          | 43  |
| Atlético Paraná                | Argentina | 2016-2017     | 46  |
| Gimnasia y Esgrima de Jujuy    | Argentina | 2017-2018     | 38  |
| Macará                         | Ecuador   | 2018-2019     | 70  |
| Aucas                          | Ecuador   | 2020-2021     | 36  |
| Ferro Carril Oeste             | Argentina | 2021-2022     | 12  |
| Macará                         | Ecuador   | 2023          | 32  |
| Albion                         | Uruguay   | 2024-presente | 0   |
| Total                          | Total     | Total         | 500 |

## Palmarés
| Título             | Club                    | País      | Año  |
| ------------------ | ----------------------- | --------- | ---- |
| Torneo Federal A   | Estudiantes de San Luis | Argentina | 2014 |
| Serie B de Ecuador | Macará                  | Ecuador   | 2023 |